# Sculteti Gábor
Alsó-lehotai Sculteti Gábor (Gabriel Sculteti, 17. század) evangélikus teológus.

## Élete
Magyar nemes, szeleci (Trencsén vármegye) származású, teológiát tanult 1674. július 20-tól Wittenbergben, azután Lipcsében.

## Művei
- Gratiarum Actorium, Quo Viris Summe Rev., Magn. ... post annuum spacium in memoriam reducens Beneficentiam, & Festivitatem Nominalem Viri Nob ... Dni. Michaelis Ettmulleri, Phil. & Medic. Doct. Patroni & Sospitatoris sui honorandi, Anno 1676. die 29. Septembris, devota animi & officiorum summissione celebrabat ... Lipsiae (Költemény).
- Calendas Januarias, sive Annum Pacatum, Salubrem, Fructiferum, supra Millesimum Sexcentesimum Septuagesimum Octavum, Viris Magnificis... Mecaenatibus, Patronis, Amicis, hoc Triplici Voto sincero gratulatur, precatur ... Uo. (Héber, latin, német költemény.)
- Coelestes Flammas, Post Flammas Febriles, hoc est Divinam Gratiam & recuperatam sanitatem; Generosissimi ... Dn. Gotthelfi Friderici A. Schönberg ... Anno M. DC. LXXIIX. die 23. Maji precatur, gratulatur addictissimus ... Uo. (Latin üdvözlő vers.)
- Cupressus Vitifera Semper Virens, Hoc Est Jesus Crucifixus, Infinitis Meritorum Botris Abundans, Ex Qua, Has Centenarias Primitias, Inter Tristia Laetus Literarius Vindemiator, Devota Potius Quam Poetica Manu, VInea DeI In VarIIs CaLaMItatIbVs VIrente, decerpsit ... Anno M.DC.LXXVIII. Uo.
- Celeusma Gratulatorio-Votivum, Uno Qvidem Corde sed Triplici Ore Prolatum, Qvo Feliciter Anni M.DC.LXXIX. Portum Ingresso, Ornatissimo Hamburgensi In Portu, Adspirante Florentissimae Reipublicae Favonio, Ad D. Jacobi Ecclesiam Naviculam, Verbi Dei Clavo Gubernanti, Viro Summe Reverendo... Dno Antonio Reisero... Medioxumos Honores Seu Licentiatum In Celeberrima Giessensi Collatos; Pastoratum Vertente Anno Hamburgi Auspicato Inchoatum; Nec Non Natalem sive Nominalem Felicissime Redeuntem, Fautori atqve Moecenati Suo Summisse Aeternum Devenerando, Die XVI. Cal. Februarias. Aggratulari Et Observantiam Suam Contestari Voluit ... Uo.
- Janus Bifrons seu Imago Viri Prudentis, qva Per-Illustri...Dn. Nicolao L. B. a Gersdorff, ... dum Ejusdem Celsitudinis Nomine ... defungeretur Legatione, ac tandem prospere composito, & exultante maxime Septembrione, Publicae Pacis Negotio Anno 1679. vertente salvus & incolumis ex Scandia in Saxoniam reverteretur, post votivas multorum aggratulationes, Literarum Patrono & Mecoenati munificentissimo, cum felicissimo Novi Anni. M.DC.LXXX. auspicio Etiam affectum pium & observantiam reverenter & submisse probare voluit ... Uo. (Latin költemény.)
- Arcus Triumphalis, quem Splendissimo in Nuptiali Triumpho, Lectissimi atq. Heroici Paris Aeterno Honori, hoc est, Rev. ... Principis ac... Dni Christiani Saxoniae,...Ducis...ac...Dni Mauritii Saxoniae...Ducis...Dnae. Erdmuth Dorotheae, Saxoniae...Duci...Sponsae, Principibus ac Dominis suis Gratiosissimis, cum omnigenae Prosperitatis Voto, Anno, Mense & die Nuptiali Eteosticho expressis, Terna & Dena Dies, OCtobrIs & Vna suVb aXe, SponsIs faVsta, bono sIDere Laeta, faVet. in Ducali Misniae Cicensi, subjectissimus erexit... Uo.
- Genethliacon, Jesulo, Regi Regum, & Domino Dominantium, M. DC.LXXXVI. feliciter Natalitio redeunte, Sacrum, Cum Regeneratione Christianorum pie collatum contestandae Salvatori Suo Devationis datae, dedicavit ... Uo.
- Jubila post Nubila & e Cruce Lucem, Hungariae, Eucharistico Michaelis Festo, propter Christianorum Victorias celebrato, Ipsa B. lutheri Reformationis Memoria redeunte, Anno qVo VICta MetropoLIs BUDA etsI prIVs seXIes petIta, ominatus. Lipsia precatur ... Uo. (1686.)

Üdvözlő verseket írt: Catastrophe-Fausta ... Lipsiae, 1678. és Pia Vota ... Uo. 1679. című munkákba.